# Слога (футбольный клуб, Кралево)
«Слога» (серб. ФK Слога Kpaљeвo) — сербский футбольный клуб из города Кралево, в Рашскском округе центральной Сербии. Домашние матчи проводит на арене «Слога», вмещающем 10 000 зрителей.

## История
Клуб основан в 1947 году на основе существовавшего ранее клуба «Слобода», который в свою очередь был продолжателем ещё более раннего клуба «Жика». Во времена существования союзной Югославии выступал преимущественно во втором дивизионе, иногда вылетал в третий, но никогда не поднимался в сильнейший дивизион. Наиболее близок к подъему в высший дивизион клуб был в сезоне 1969/70, когда «Слога» заняла 1-е место в своей зоне второй лиги, но в переходных матчах за право выхода в высшую лигу уступила команде «Црвенка». В чемпионатах Сербии клуб так же преимущественно выступает в втором и третьем дивизионе, но в середине 2000-х годов на два сезона опускался до уровня четвёртого дивизиона.